# Division I i bandy 1960
Division I i bandy 1960 var Sveriges högsta division i bandy säsongen 1960. Norrgruppsvinnarna Västerås SK lyckades vinna svenska mästerskapet efter seger med 3-1 mot södergruppsvinnarna IK Sirius i finalmatchen på Stockholms stadion den 21 februari 1960.

## Upplägg
Gruppvinnarna i de två geografiskt indelade 10-lagsgrupperna möttes i final, och lag 9-10 i respektive grupp flyttades ned till Division II.

## Förlopp
- Första omgången spelades den 26 december 1959, annandag jul.[3]

- På grund av mildvinter på flera håll i framför allt södra Sverige 1959/1960 tvingades man skjuta upp 17 matcher i södergruppen och tre matcher i norrgruppen.[4]

- Matchen Forsbacka IK–Köpings IS den 3 januari 1960 spelades på insjöis, vid Svartbergsviken på Storsjön väster om Gävle. Sju minuter in i andra halvlek, när Forsbacka IK ledde med 3–2, sprack isen och flera av spelarna föll i vattnet. Matchen avbröts, och fick spelas om på landisbana den 23 januari 1960, där Forsbacka IK vann med 6–1. Samma dag avbröts även matchen Slottsbrons IF–IK Heros.[5][6]

- Skytteligan vanns av Sven-Erik Broberg, Västerås SK med 15 fullträffar.[7].

## Seriespelet

### Division I norra
| Nr | Lag            | S | V | O | F | +/-     | P  |
| -- | -------------- | - | - | - | - | ------- | -- |
| 1  | Västerås SK    | 9 | 8 | 0 | 1 | 48 - 20 | 16 |
| 2  | Edsbyns IF     | 9 | 7 | 1 | 1 | 35 - 8  | 15 |
| 3  | Örebro SK      | 9 | 4 | 2 | 3 | 29 - 17 | 10 |
| 4  | Brobergs IF    | 9 | 4 | 2 | 3 | 33 - 30 | 10 |
| 5  | Forsbacka IK   | 9 | 4 | 1 | 4 | 26 - 28 | 9  |
| 6  | Sandvikens AIK | 9 | 3 | 1 | 5 | 29 - 37 | 7  |
| 7  | IFK Askersund  | 9 | 2 | 3 | 4 | 27 - 50 | 7  |
| 8  | Ljusdals BK    | 9 | 2 | 2 | 5 | 22 - 26 | 6  |
| 9  | Bollnäs GIF    | 9 | 3 | 0 | 6 | 17 - 24 | 6  |
| 10 | Köpings IS     | 9 | 2 | 0 | 7 | 19 - 45 | 4  |

### Division I södra
| Nr | Lag             | S | V | O | F | +/-     | P  |
| -- | --------------- | - | - | - | - | ------- | -- |
| 1  | IK Sirius       | 9 | 6 | 2 | 1 | 29 - 15 | 14 |
| 2  | Skutskärs IF    | 9 | 7 | 0 | 2 | 25 - 11 | 14 |
| 3  | Katrineholms SK | 9 | 5 | 2 | 2 | 31 - 17 | 12 |
| 4  | IF Göta         | 9 | 4 | 2 | 3 | 22 - 16 | 10 |
| 5  | Nässjö IF       | 9 | 4 | 1 | 4 | 24 - 26 | 9  |
| 6  | IK Heros        | 9 | 3 | 1 | 5 | 29 - 29 | 7  |
| 7  | Hammarby IF     | 9 | 3 | 1 | 5 | 22 - 22 | 7  |
| 8  | Slottsbrons IF  | 9 | 3 | 1 | 5 | 17 - 26 | 7  |
| 9  | Tranås BoIS     | 9 | 2 | 1 | 6 | 23 - 39 | 5  |
| 10 | AIK             | 9 | 2 | 1 | 6 | 14 - 35 | 5  |

## Seriematcherna

### Norrgruppen
- 26 december 1959 Edsbyns IF-Brobergs IF 4-1
- 27 december 1959 Köpings IS-Västerås SK 3-6
- 27 december 1959 Ljusdals BK-IFK Askersund 2-2
- 27 december 1959 Sandvikens AIK-Bollnäs GIF 2-1
- 27 december 1959 Örebro SK-Forsbacka IK 2-1

- 1 januari 1960 Bollnäs GIF-Ljusdals BK 2-4
- 1 januari 1960 Brobergs IF-Sandvikens AIK 4-4
- 1 januari 1960 Forsbacka IK-Edsbyns IF 0-3
- 1 januari 1960 Västerås SK-Örebro SK 7-2

- 3 januari 1960 IFK Askersund-Edsbyns IF 1-8
- 3 januari 1960 Bollnäs GIF-Örebro SK 2-1
- 3 januari 1960 Brobergs IF-Västerås SK 3-4
- 3 januari 1960 Ljusdals BK-Sandvikens AIK 3-6

- 6 januari 1960 Edsbyns IF-Bollnäs GIF 5-0
- 6 januari 1960 Köpings IS-Ljusdals BK 2-1
- 6 januari 1960 Västerås SK-Forsbacka IK 7-1
- 6 januari 1960 Örebro SK-Brobergs IF 1-3

- 10 januari 1960 Brobergs IF-Bollnäs GIF 3-2
- 10 januari 1960 Edsbyns IF-Köpings IS 8-1
- 10 januari 1960 Forsbacka IK-IFK Askersund 3-3
- 10 januari 1960 Västerås SK-Ljusdals BK 1-3
- 10 januari 1960 Örebro SK-Sandvikens AIK 7-0

- 17 januari 1960 IFK Askersund-Västerås SK 3-9
- 17 januari 1960 Bollnäs GIF-Forsbacka IK 3-0
- 17 januari 1960 Köpings IS-Örebro SK 0-8
- 17 januari 1960 Ljusdals BK-Brobergs IF 3-4
- 17 januari 1960 Sandvikens AIK-Edsbyns IF 0-2

- 23 januari 1960 Forsbacka IK-Köpings IS 6-1

- 24 januari 1960 Forsbacka IK-Brobergs IF 4-3
- 24 januari 1960 Edsbyns IF-Ljusdals BK 3-2
- 24 januari 1960 Sandvikens AIK-Köpings IS 1-4
- 24 januari 1960 Västerås SK-Bollnäs GIF 4-2
- 24 januari 1960 Örebro SK-IFK Askersund 6-2

- 30 januari 1960 Sandvikens AIK-IFK Askersund 11-2

- 31 januari 1960 Bollnäs GIF-Köpings IS 3-1
- 31 januari 1960 Brobergs IF-IFK Askersund 5-5
- 31 januari 1960 Forsbacka IK-Ljusdals BK 5-3
- 31 januari 1960 Västerås SK-Sandvikens AIK 8-2
- 31 januari 1960 Örebro SK-Edsbyns IF 1-1

- 6 februari 1960 IFK Askersund-Köpings IS 5-4

- 7 februari 1960 IFK Askersund-Bollnäs GIF 4-2
- 7 februari 1960 Edsbyns IF-Västerås SK 1-2
- 7 februari 1960 Köpings IS-Brobergs IF 3-7
- 7 februari 1960 Ljusdals BK-Örebro SK 1-1
- 7 februari 1960 Sandvikens AIK-Forsbacka IK 3-6

### Södergruppen
- 26 december 1959 Hammarby IF-Nässjö IF 3-5
- 27 december 1959 IK Heros-Tranås BoIS 7-2

- 1 januari 1960 AIK-Katrineholms SK 1-9
- 1 januari 1960 Nässjö IF-IK Heros 4-2

- 10 januari 1960 IF Karlstad-Göta-Tranås BoIS 3-4
- 10 januari 1960 Hammarby IF-AIK 0-1
- 10 januari 1960 IK Heros-Katrineholms SK 2-4
- 10 januari 1960 Skutskärs IF-Nässjö IF 5-2
- 10 januari 1960 IK Sirius-Slottsbrons IF 7-3

- 16 januari 1960 IK Sirius-Katrineholms SK 2-2

- 17 januari 1960 AIK-IK Sirius 3-5
- 17 januari 1960 Katrineholms SK-Hammarby IF 1-2
- 17 januari 1960 Nässjö IF-Tranås BoIS 5-2
- 17 januari 1960 Skutskär-IK Heros 6-1
- 17 januari 1960 Slottsbrons IF-Karlstad-Göta 3-2

- 23 januari 1960 Skutskär-Slottsbrons IF 2-0

- 24 januari 1960 Karlstad-Göta-Skutskär 2-0
- 24 januari 1960 Hammarby IF-Slottsbrons IF 4-0
- 24 januari 1960 IK Heros-IK Sirius 1-2
- 24 januari 1960 Nässjö IF-AIK 2-2
- 24 januari 1960 Tranås BoIS-Katrineholms SK 2-5

- 30 januari 1960 IK Sirius-Karlstad-Göta 2-0
- 30 januari 1960 Slottsbrons IF-Tranås BoIS 4-1

- 31 januari 1960 AIK-IK Heros 2-6
- 31 januari 1960 Katrineholms SK-Karlstad-Göta 1-1
- 31 januari 1960 IK Sirius-Hammarby IF 2-1
- 31 januari 1960 Slottsbrons IF-Nässjö IF 2-1
- 31 januari 1960 Tranås BoIS-Skutskär 1-4

- 6 februari 1960 Karlstad-Göta-AIK 3-0
- 6 februari 1960 Skutskär-Hammarby IF 3-2

- 7 februari 1960 Hammarby IF-Tranås BoIS 5-1
- 7 februari 1960 IK Heros-Karlstad-Göta 2-5
- 7 februari 1960 Nässjö IF-Katrineholms SK 3-1
- 7 februari 1960 Skutskär-IK Sirius 1-0
- 7 februari 1960 Slottsbrons IF-AIK 2-3

- 13 februari 1960 Hammarby IF-Karlstad-Göta 2-2
- 13 februari 1960 Katrineholms SK-Skutskär 3-2
- 13 februari 1960 Nässjö IF-IK Sirius 0-5
- 13 februari 1960 Slottsbrons IF-IK Heros 1-1
- 13 februari 1960 Tranås BoIS-AIK 6-2

- 14 februari 1960 AIK-Skutskär 0-2
- 14 februari 1960 Karlstad-Göta-Nässjö IF 4-2
- 14 februari 1960 IK Heros-Hammarby IF 7-3
- 14 februari 1960 Katrineholms SK-Slottsbrons IF 5-2
- 14 februari 1960 Tranås BoIS-IK Sirius 4-4

## Svensk mästerskapsfinal
- 21 februari 1960: Västerås SK-IK Sirius 3-1 (Stockholms stadion)

## Svenska mästarna
Mall:Västerås SK BK 1960

### Fotnoter
1. ↑  Erik Jonsson. ”1960–1969”. Svenska Bandyförbundet. Arkiverad från originalet den 17 mars 2020. https://web.archive.org/web/20200317215222/https://www.svenskbandy.se/BANDYFINALEN/HISTORIK/Svenskamastare/Herrar/1960-1969. Läst 21 mars 2020.
2. ↑  ”Västerås Sportklubbs SM-finaler i bandy”. VSK Forum. http://www.vskforum.com/vsk.nu/SM-finallag.html. Läst 21 juli 2011.
3. ↑  Claes-G. Bengtsson (24 december 2007). ”Tacka Västerås för annandagsbandyn”. Svenska Bandyförbundet. Arkiverad från originalet den 22 juni 2019. https://web.archive.org/web/20190622134134/http://www.svenskbandy.se/NYHETER/CLASSESHISTORISKAHORNA/Aldrekronikor/Tackavasterasforannandagsbandyn/. Läst 27 oktober 2011.
4. ↑  Claes-G. Bengtsson (8 januari 2010). ”20 inställda matche”. Svenska Bandyförbundet. Arkiverad från originalet den 27 mars 2016. https://web.archive.org/web/20160327191457/http://www.svenskbandy.se/NYHETER/CLASSESHISTORISKAHORNA/Aldrekronikor/20installdamatcher-ett50-arigtbottenrekord/. Läst 12 januari 2010.
5. ↑  Claes-G. Bengtsson (12 januari 2018). ”Bandy på sjöis”. Svenska Bandyförbundet. Arkiverad från originalet den 21 mars 2020. https://web.archive.org/web/20200321110641/https://www.svenskbandy.se/NYHETER/SENASTENYTT/bandypasjois-detvarsadetborjade. Läst 21 mars 2020.
6. ↑  Lasse Sandlin (26 december 2003). ”Jag hade tur” (på svenska). Sportbladet. https://www.aftonbladet.se/sportbladet/a/4doXWq/stahle-jag-hade-tur. Läst 21 mars 2020.
7. ↑  Erik Jonsson. ”Skyttekungar”. Svenska Bandyförbundet. Arkiverad från originalet den 11 mars 2016. https://web.archive.org/web/20160311201110/http://www.svenskbandy.se/SERIERCUPER/ELITSERIENHERR/HISTORIKSTATISTIK/STATISTIK/Malstatistik-overgripande/Skyttekungar/. Läst 11 oktober 2009.